# Solid Rock
Solid Rock este un album din 1972 al trupei The Temptations pentru casa de discuri Gordy, produs de Norman Whitfield. A fost primul album al formației fără membrii fondatori și soliștii vocali Eddie Kendricks și Paul Williams. Frustrat de conflictele avute cu Otis Williams și Melvin Franklin dar și cu Whitfield, care insista în a produce soul psihedelic pentru grup când ei doreau de fapt să cânte balade, Kendricks a părăsit trupa negociind un contract solo cu casa de discuri Tamla - și ea o subdiviziune a Motown. 
Paul Williams, pe de altă parte, s-a îmbolnăvit după șase ani de alcoolism netratat. Incapabil să mai continue activitatea cu The Temptations, Williams a urmat sfatul doctorului său și s-a retras din trupă deși a rămas în anturajul acesteia ca și coreograf până la data de 17 august 1973 când s-a sinucis. Ultima înregistrare a lui Williams cu The Temptations a fost "It's Summer" - singurul cântec de pe Solid Rock pe care i se aude vocea. 

## Tracklist
1. "Take a Look Around" (Barrett Strong, Norman Whitfield) (2:49)
2. "Ain't No Sunshine" (Bill Withers) (7:20)
3. "Stop The War Now" (Strong, Whitfield) (12:30)
4. "What It Is?" (Strong, Whitfield) (5:17)
5. "Smooth Sailing (From Now On)" (Strong, Whitfield) (2:48)
6. "Superstar (Remember How You Got Where You Are)" (Strong, Whitfield) (2:59)
7. "It's Summer" (Strong, Whitfield) (3:01)
8. "The End of Our Road" (Strong, Whitfield, Roger Penzabene) (2:45)

## Single
- "Superstar (Remember How You Got Where You Are)" (1971)

## Componență
- Dennis Edwards, Melvin Franklin, Otis Williams, Damon Harris (cu excepția la "It's Summer"), Richard Street (cu excepția la "It's Summer"), Paul Williams (doar pe "It's Summer") - voci
- The Funk Brothers - instrumentație